# Bisbat de Nagoya
El bisbat de Nagoya (japonès: カトリック名古屋教区, llatí: Dioecesis Nagoyaensis) és una seu de l'Església Catòlica al Japó, sufragània de l'arquebisbat d'Osaka. Al 2013 tenia 26.666 batejats sobre una població de 12.379.569 habitants. Actualment està regida pel bisbe Michael Gorō Matsuura.

## Territori
La diòcesi comprèn les prefectures d'Aichi, Fukui, Gifu, Ishikawa i Toyama.
La seu episcopal és la ciutat de Nagoya, on es troba la catedral de Sant Pere i Sant Pau
El territori s'estén sobre 25.306 km², i està dividit en 60 parròquies.

## Història
La prefectura apostòlica de Nagoya va ser erigida el 18 de febrer de 1922 amb el breu In hac sublimi del Papa Pius XI, prenent el territori de la prefectura apostòlica de Niigata (avui diòcesi) i de l'arquebisbat de Tōkyō.
El 16 d'abril de 1962 la prefectura apostòlica va ser elevada a diòcesi amb la butlla Praefectura Apostolica del Papa Joan XXIII.

## Cronologia episcopal
- Joseph Reiners, S.V.D. † (28 de juny de 1926 - 1941 renuncià)
- Peter MagoshiroMatsuoka † (13 de desembre de 1945 - 26 de juny de 1969 jubilat)
- Aloysius Nobuo Soma † (26 de juny de 1969 - 5 d'abril de 1993 jubilat)
- AugustinusJun-ichiNomura (5 d'abril de 1993 - 29 de març de 2015 jubilat)
- Michael Gorō Matsuura, des del 29 de març de 2015

## Estadístiques
A finals del 2013, la diòcesi tenia 26.666 batejats sobre una població de 12.379.569 persones, equivalent al 0,2% del total.
| any  | població | població   | població | sacerdots | sacerdots       | sacerdots       | sacerdots             | diaques | religiosos | religiosos | parròquies |
| ---- | -------- | ---------- | -------- | --------- | --------------- | --------------- | --------------------- | ------- | ---------- | ---------- | ---------- |
| any  | batejats | total      | %        | total     | clergat secular | clergat regular | batejats por sacerdot | diaques | homes      | dones      |            |
| 1950 | 2.521    | 8.563.425  | 0,0      | 49        | 6               | 43              | 51                    |         | 15         | 8          | 13         |
| 1970 | 14.004   | 9.707.655  | 0,1      | 106       | 20              | 86              | 132                   |         | 93         | 226        | 38         |
| 1980 | 18.382   | 11.126.031 | 0,2      | 148       | 22              | 126             | 124                   |         | 164        | 269        | 49         |
| 1990 | 22.336   | 11.828.058 | 0,2      | 135       | 19              | 116             | 165                   | 1       | 158        | 224        | 49         |
| 1999 | 24.263   | 12.230.000 | 0,2      | 138       | 20              | 118             | 175                   | 1       | 151        | 214        | 64         |
| 2000 | 24.455   | 12.291.089 | 0,2      | 139       | 21              | 118             | 175                   |         | 145        | 207        | 66         |
| 2001 | 24.406   | 12.302.916 | 0,2      | 136       | 19              | 117             | 179                   |         | 139        | 203        | 66         |
| 2002 | 25.155   | 12.346.379 | 0,2      | 114       | 16              | 98              | 220                   | 2       | 120        | 212        | 63         |
| 2003 | 24.867   | 18.187.820 | 0,1      | 131       | 16              | 115             | 189                   | 1       | 142        | 216        | 63         |
| 2004 | 25.380   | 12.409.860 | 0,2      | 128       | 16              | 112             | 198                   |         | 133        | 205        | 63         |
| 2013 | 26.666   | 12.379.569 | 0,2      | 115       | 20              | 95              | 231                   | 3       | 116        | 152        | 60         |